# Fusarium melanochlorum
Fusarium melanochlorum är en svampart som först beskrevs av Casp., och fick sitt nu gällande namn av Pier Andrea Saccardo 1886. Fusarium melanochlorum ingår i släktet Fusarium och familjen Nectriaceae.   Inga underarter finns listade i Catalogue of Life.